# Zoe Lister-Jones
Zoe Lister-Jones, född 1 september 1982 i New York, är en amerikansk skådespelare.
Lister-Jones har bland annat medverkat i TV-serierna Friends with Better Lives från 2014 Life in Pieces (2015-2019) och Slip från 2023. Hon har även medverkat i filmen Beau Is Afraid från 2023.

## Filmografi (i urval)
- 2014: Friends with Better Lives
- 2015-2019: Life in Pieces
- 2023: Slip
- 2023: Beau Is Afraid